# Єрофей Павлович (станція)
Єрофей Павлович (рос. Ерофей Павлович) — станція Могочинського регіону Забайкальської залізниці Росії, розташована на дільниці Куенга — Бамівська між станціями Ороченський (відстань — 9 км) і Сегачама (24 км). Відстань до ст. Куенга — 587 км, до ст. Бамівська — 162 км; до транзитного пункту Каримська — 819 км.